# Río Lucio (Nuevo México)
Río Lucio es un lugar designado por el censo ubicado en el condado de Taos en el estado estadounidense de Nuevo México. En el Censo de 2010 tenía una población de 389 habitantes y una densidad poblacional de 142,77 personas por km².

## Geografía
Río Lucio se encuentra ubicado en las coordenadas 36°11′32″N 105°43′12″O / 36.19222, -105.72000. Según la Oficina del Censo de los Estados Unidos, Río Lucio tiene una superficie total de 2.72 km², de la cual 2.72 km² corresponden a tierra firme y (0%) 0 km² es agua.

## Demografía
Según el censo de 2010, había 389 personas residiendo en Río Lucio. La densidad de población era de 142,77 hab./km². De los 389 habitantes, Río Lucio estaba compuesto por el 65.81% blancos, el 0% eran afroamericanos, el 1.29% eran amerindios, el 0% eran asiáticos, el 0.26% eran isleños del Pacífico, el 25.96% eran de otras razas y el 6.68% pertenecían a dos o más razas. Del total de la población el 94.6% eran hispanos o latinos de cualquier raza.